# Norman López
Norman López   (Manresa, 2 de febrer de 1996), més conegut com a Lopeznorman44, és un estrímer i creador de contingut digital català destacat pels seus directes a la plataforma Twitch.
És impulsor del projecte Gedi Media, dins la cooperativa Gedi i s'ha especialitzat en la creació de continguts per a mitjans de comunicació. Per exemple, les retransmissions del Bàsquet Manresa de Ràdio Manresa. També ha treballat extensament en la creació de continguts periodístics amb dispositius mòbils.
Especialment, però, és conegut per ser un dels estrímers de Twitch en llengua catalana amb més seguidors. Els seus directes giren, sobretot, entorn els videojocs de conducció. Els seus orígens en aquesta xarxa social d'Amazon.com es remunten el març de 2020 quan va començar a retransmetre i comentar en directe les partides del torneig de Fortnite que organitzava el frànkfurt Cal Xavi de Manresa. El juny de 2021 va convertir-se en el segon canal de Twitch en català, el primer dedicat al món dels videojocs, en aconseguir cinc mil seguidors, fita que va celebrar fent un directe de dotze hores seguides.
L'11 de novembre de 2022 va estrenar de manera oficial al seu canal de Twitch el "Manresa Street Circuit" per a Assetto Corsa, un videojoc de simulació de carreres. El circuit urbà, que va ser pensat per a acollir un circuit de F1 amb les regulacions oficials de la FIA, té un traçat de 5,3 km i 28 corbes, recorre els carrers de Manresa, la capital del Bages, passant per La Seu, la Fàbrica Nova, La Cova de Sant Ignasi o el Passeig Pere III.
El desembre de 2022 va arribar als 10.000 seguidors a Twitch i es va convertir així en el primer creador de continguts en català que assolia aquesta xifra a la xarxa. El 2024 va guanyar el premi AMIC-Tresdeu en la categoria d'estrímer i va quedar nominat en les de youtuber i de millor creador/a de contingut de videojocs.